# 曼弗雷德·格尔普克
曼弗雷德·格尔普克（德語：Manfred Gelpke，1940年3月3日—），德国男子赛艇运动员。他曾代表东德参加1968年夏季奥林匹克运动会赛艇比赛，获得男子四人单桨有舵手银牌。